# Ponte di Legno
Ponte di Legno là một đô thị thuộc Val Camonica, tỉnh Brescia, vùng Lombardia, Ý. Đô thị này có diện tích 100,1 km2, dân số 1862 người. Các làng trực thuộc: Poia, Zoanno, Precasaglio, Passo del Tonale, S.Apollonia, Pezzo
Các đô thị giáp ranh gồm: Edolo, Peio, Saviore dell'Adamello, Sondalo, Spiazzo, Temù, Valfurva, Vermiglio, Vezza d'Oglio, Vione